# SN 1986A
SN 1986A – supernowa typu Ia odkryta 7 lutego 1986 roku w galaktyce NGC 3367. Jej maksymalna jasność wynosiła 14,40m.